# Cờ vua tại Đại hội Thể thao Đông Nam Á 2005
Bộ môn Cờ vua tại Đại hội Thể thao Đông Nam Á 2005 được thi đấu tại Trung tâm hội nghị thành phố Tagaytay, Philippines từ ngày 27 tháng 11 đến ngày 04 tháng 12 năm 2005. Các vận động viên sẽ tranh 8 bộ huy chương ở 5 nội dung dành cho nam và 3 nội dung dành cho nữ.
Đoàn Việt Nam đã hoàn toàn thống lĩnh giải đấu khi dành chọn 8 huy chương vàng, đặc biệt kỳ thủ trẻ Nguyễn Ngọc Trường Sơn xuất sắc giành được 3 tấm. 
| Tổng sắp huy chương SEA Games 2005 Bộ môn Cờ vua |             |      |     |      |      |
| Hạng                                             | Đoàn        | Vàng | Bạc | Đồng | Tổng |
| 1                                                | Việt Nam    | 8    | 2   | 2    | 12   |
| 2                                                | Philippines | 0    | 4   | 3    | 7    |
| 3                                                | Indonesia   | 0    | 2   | 3    | 5    |
| 4                                                | Singapore   | 0    | 0   | 3    | 3    |
|                                                  | Tổng        | 8    | 8   | 11   | 27   |

## Bảng thành tích

### Cờ nhanh cá nhân nam
| Huy chương | Vận động viên          | Quốc gia    |
| Vàng       | Nguyễn Ngọc Trường Sơn | Việt Nam    |
| Bạc        | Susanto Megaranto      | Indonesia   |
| Đồng       | Jason Goh Koon-Jong    | Singapore   |
| Đồng       | Eugenio Torre          | Philippines |

### Cờ chớp cá nhân nam
| Huy chương | Vận động viên          | Quốc gia    |
| Vàng       | Nguyễn Anh Dũng        | Việt Nam    |
| Bạc        | Oliver Dimakiling      | Philippines |
| Đồng       | Nguyễn Ngọc Trường Sơn | Việt Nam    |
| Đồng       | Rogelio Antonio Jr.    | Philippines |

### Cờ tiêu chuẩn cá nhân nam
| Huy chương | Vận động viên          | Quốc gia  |
| Vàng       | Nguyễn Ngọc Trường Sơn | Việt Nam  |
| Bạc        | Lê Quang Liêm          | Việt Nam  |
| Đồng       | Goh Weiming            | Singapore |

### Cờ nhanh đồng đội nam
| Huy chương | Vận động viên                                                                     | Quốc gia    |
| Vàng       | Nguyễn Anh Dũng Nguyễn Ngọc Trường Sơn Lê Quang Liêm Từ Hoàng Thông Dương Thế Anh | Việt Nam    |
| Bạc        | Eugenio Torre Rogelio Antonio Jr. Nelson Mariano II Petronio Roca Barlo Nadera    | Philippines |
| Đồng       | Wong Meng Kong Wu Shaobin Jason Goh Koon-Jong Goh Weiming                         | Singapore   |

### Cờ tiêu chuẩn đồng đội nam
| Huy chương | Vận động viên                                                                      | Quốc gia    |
| Vàng       | Nguyễn Anh Dũng Nguyễn Ngọc Trường Sơn Lê Quang Liêm Đinh Đức Trọng Lý Hồng Nguyên | Việt Nam    |
| Bạc        | Eugenio Torre Rogelio Antonio Jr. Oliver Barbosa Ronald Dableo                     | Philippines |
| Đồng       | Susanto Megaranto Edhi Handoko Taufik Halay Tirto                                  | Indonesia   |

### Cờ chớp cá nhân nữ
| Huy chương | Vận động viên      | Quốc gia    |
| Vàng       | Nguyễn Quỳnh Anh   | Việt Nam    |
| Bạc        | Evi Lindiawati     | Indonesia   |
| Đồng       | Hoàng Thị Bảo Trâm | Việt Nam    |
| Đồng       | Catherine Perena   | Philippines |

### Cờ tiêu chuẩn đồng đội nữ
| Huy chương | Vận động viên                                                                      | Quốc gia    |
| Vàng       | Nguyễn Thị Thanh An Lê Thanh Tú Hoàng Thị Bảo Trâm Trần Thị Kim Loan               | Việt Nam    |
| Bạc        | Sheerie Joy Lomibao Beverly Mendoza Enerose Magno Shercila Cua                     | Philippines |
| Đồng       | Lisa Karlina Lumongdong Evi Lindiawati Irine Kharisma Sukandar Upi Darmayana Tamin | Indonesia   |

### Cờ tiêu chuẩn cá nhân nữ
| Huy chương | Vận động viên           | Quốc gia  |
| Vàng       | Nguyễn Thị Thanh An     | Việt Nam  |
| Bạc        | Lê Thanh Tú             | Việt Nam  |
| Đồng       | Lisa Karlina Lumongdong | Indonesia |